# Made Of (EP)
Made Of—en español: Hecho De— es el primer EP de la cantante y actriz estadounidense Coco Jones. Fue lanzado el 12 de marzo de 2013 por Hollywood Records, como primer álbum con la disquera después del éxito de la película Let It Shine y de la banda sonora de la misma. Fue producido por el productor nominado al Grammy, Rob Galbraith.

## Lista de canciones
| Out of Many...One |                    |          |  |
| N.º               | Título             | Duración |  |
| 1.                | «Holla at the DJ»  | 3:23     |  |
| 2.                | «World Is Dancing» | 3:25     |  |
| 3.                | «Déjà Vu»          | 2:58     |  |
| 4.                | «Made Of»          | 3:04     |  |
| 12:50             |                    |          |  |